# Saint-Héand
Saint-Héand [sɛ̃.t‿eɑ̃] est une commune française située dans le département de la Loire en région Auvergne-Rhône-Alpes. Les habitants de Saint-Héand sont les Héandais.

## Géographie
Située entre les Monts du Lyonnais et les Monts du Pilat, la commune de Saint-Héand domine la plaine du Forez ainsi que la ville de Saint-Étienne à laquelle elle est reliée par une route de douze kilomètres.
Communes limitrophes : 
La superficie de la commune est de 31,3 km2 ; son altitude varie de 467  à   870 mètres.
Système  hydrographique de la commune de Saint-Héand :
- Le Malval : 9,9 km.
- Le Pinchigneux : 7,48 km
- Le Retheux : 6,5 km.
- Le Polisan : 6,0 km.
- Le ruisseau de Pélussin : 4,7 km.
- Le Gournil : 4,5 km.
- La Gérinière : 3,8 km.
- Le Bélétrier : 3,3 km.
- Les Rivaux : 3,1 km.
- Le Duret : 2,8 km.
- Plusieurs cours d'eau non répertoriés

### Climat
Pour des articles plus généraux, voir Climat d'Auvergne-Rhône-Alpes et Climat de la Loire.
En 2010, le climat de la commune est de type climat des marges montargnardes, selon une étude du Centre national de la recherche scientifique s'appuyant sur une série de données couvrant la période 1971-2000. En 2020, Météo-France publie une typologie des climats de la France métropolitaine dans laquelle la commune est exposée à un climat de montagne ou de marges de montagne et est dans la région climatique Nord-est du Massif Central, caractérisée par une pluviométrie annuelle de 800 à 1 200 mm, bien répartie dans l’année.
Pour la période 1971-2000, la température annuelle moyenne est de 9,3 °C, avec une amplitude thermique annuelle de 16,3 °C. Le cumul annuel moyen de précipitations est de 865 mm, avec 9,8 jours de précipitations en janvier et 7,2 jours en juillet. Pour la période 1991-2020, la température moyenne annuelle observée sur la station météorologique de Météo-France la plus proche, « Grammond_sapc », sur la commune de Grammond à 7 km à vol d'oiseau, est de 10,2 °C et le cumul annuel moyen de précipitations est de 832,1 mm,. Pour l'avenir, les paramètres climatiques de la commune estimés pour 2050 selon différents scénarios d'émission de gaz à effet de serre sont consultables sur un site dédié publié par Météo-France en novembre 2022.

## Urbanisme

### Typologie
Au 1er janvier 2024, Saint-Héand est catégorisée bourg rural, selon la nouvelle grille communale de densité à sept niveaux définie par l'Insee en 2022.
Elle appartient à l'unité urbaine de Saint-Héand, une unité urbaine monocommunale constituant une ville isolée,. Par ailleurs la commune fait partie de l'aire d'attraction de Saint-Étienne, dont elle est une commune de la couronne,. Cette aire, qui regroupe 105 communes, est catégorisée dans les aires de 200 000 à moins de 700 000 habitants,.

### Occupation des sols
L'occupation des sols de la commune, telle qu'elle ressort de la base de données européenne d’occupation biophysique des sols Corine Land Cover (CLC), est marquée par l'importance des territoires agricoles (80,2 % en 2018), en diminution par rapport à 1990 (81,1 %). La répartition détaillée en 2018 est la suivante : 
prairies (44 %), zones agricoles hétérogènes (32,3 %), forêts (14,8 %), zones urbanisées (4,9 %), terres arables (3,9 %). L'évolution de l’occupation des sols de la commune et de ses infrastructures peut être observée sur les différentes représentations cartographiques du territoire : la carte de Cassini (XVIIIe siècle), la carte d'état-major (1820-1866) et les cartes ou photos aériennes de l'IGN pour la période actuelle (1950 à aujourd'hui).

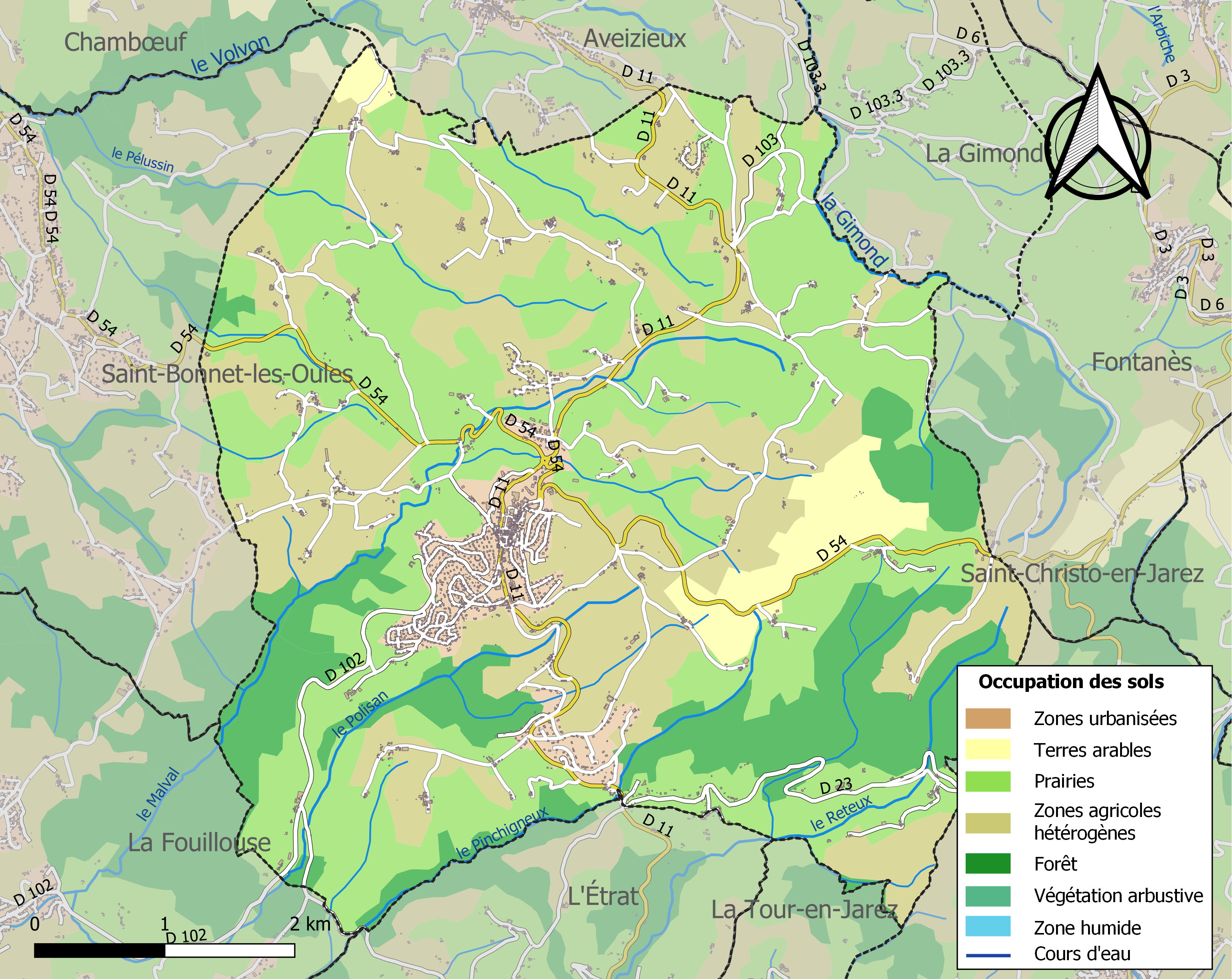
Carte des infrastructures et de l'occupation des sols de la commune en 2018 (CLC).

## Toponymie
Attestée en Ecclesia Sancti Eugendi en 984, dans le Cartulaire Lyonnais.
D'après Albert Dauzat et Charles Rostaing, ce toponyme provient de Eugendus, peut-être dérivé du nom latin Genius; comme Saint Gein, Saint Oyen et Saint Yan.

## Histoire
- Village dès le Xe siècle.

En 1173, la permutation entre le comte de Forez et l’Église de Lyon indique que l'archevêque de Lyon cède ses droits sur Saint-Héand (Sanctus Engendus) au comte.
Depuis la fin du Moyen Âge, sa notoriété et son intérêt furent tels qu’au XVe siècle Guillaume Revel croqua le château dans son armorial, le jugeant digne de figurer parmi les hauts lieux de la région. Il reste encore quelques vestiges de cet habitat médiéval. Le village connut ensuite une expansion grandissante dont témoignent encore certaines constructions.
- C'est au XVIIIe siècle surtout que se développa l’armurerie qui fut à l’origine d’une expansion qui dura jusqu'au XIXe siècle.
- La commune a cédé avec Chevrières et Fontanès des hameaux pour donner naissance à la commune de La Gimond.
- Les Établissements d’Optique Thalès-Angénieux assurent la renommée du village au-delà des frontières nationales (Fondé par Pierre Angénieux en 1935).
- En 1969, le 21 juillet, ce sont les premiers pas de l’homme sur la Lune. Les caméras des astronautes américains lors de cette mission « Apollo » étaient équipées par des zooms produits et assemblés par les Établissements de Pierre Angénieux (1907 - 1998).
- En 2002, rénovation de l'église Saint-Joseph (extérieur).
- Dès 2010, de nombreux aménagements sont sur le point d'être réalisés. En 2011, débute la création d'un lotissement de 9 maisons individuelles aux Quatre Vents. Un logement social (immeuble) est également en construction à la Bornière.
- En 2012, la mairie datant de 1841 (maire à l'époque : Auguste Ravel de Malval) est entièrement détruite. En effet, celle-ci n'est plus aux normes et est trop petite. Les dépenses en chauffage sont énormes en raison du manque d'isolation. L'émergence en 2013 d'un nouvel édifice (hôtel de ville) marque un tournant dans l'histoire de Saint-Héand, puisque la ville était remarquée pour l'architecture de cette mairie. Un parking souterrain de 12 places a également vu le jour. L’atelier d’architecture Rivat était chargé du dossier[17].
- En 2013, restauration intérieure de l'église Saint-Joseph, poursuite de la restauration de l'Aula Comtale. Nouveaux aménagements (vente du bâtiment de la gendarmerie à Saint-Etienne Métropole, construction de deux courts de tennis, extension des logements sociaux, …).
- En 2014, la caserne des pompiers est déplacée hors du bourg pour faciliter les interventions. Aménagement d'une crèche d'entreprise à l'entrée sud de la ville, construction d'un nouveau local pour les ponts et chaussées…
- En 2019, sont inaugurés l'Espace Bouthieu et le « Diapason », nouveau pôle consacré à la musique et aux spectacles (cours de musique, théâtre, concerts, projections de films,…) en plein centre bourg, à l'emplacement de l'ancienne caserne de pompiers[18].

## Lieux et monuments

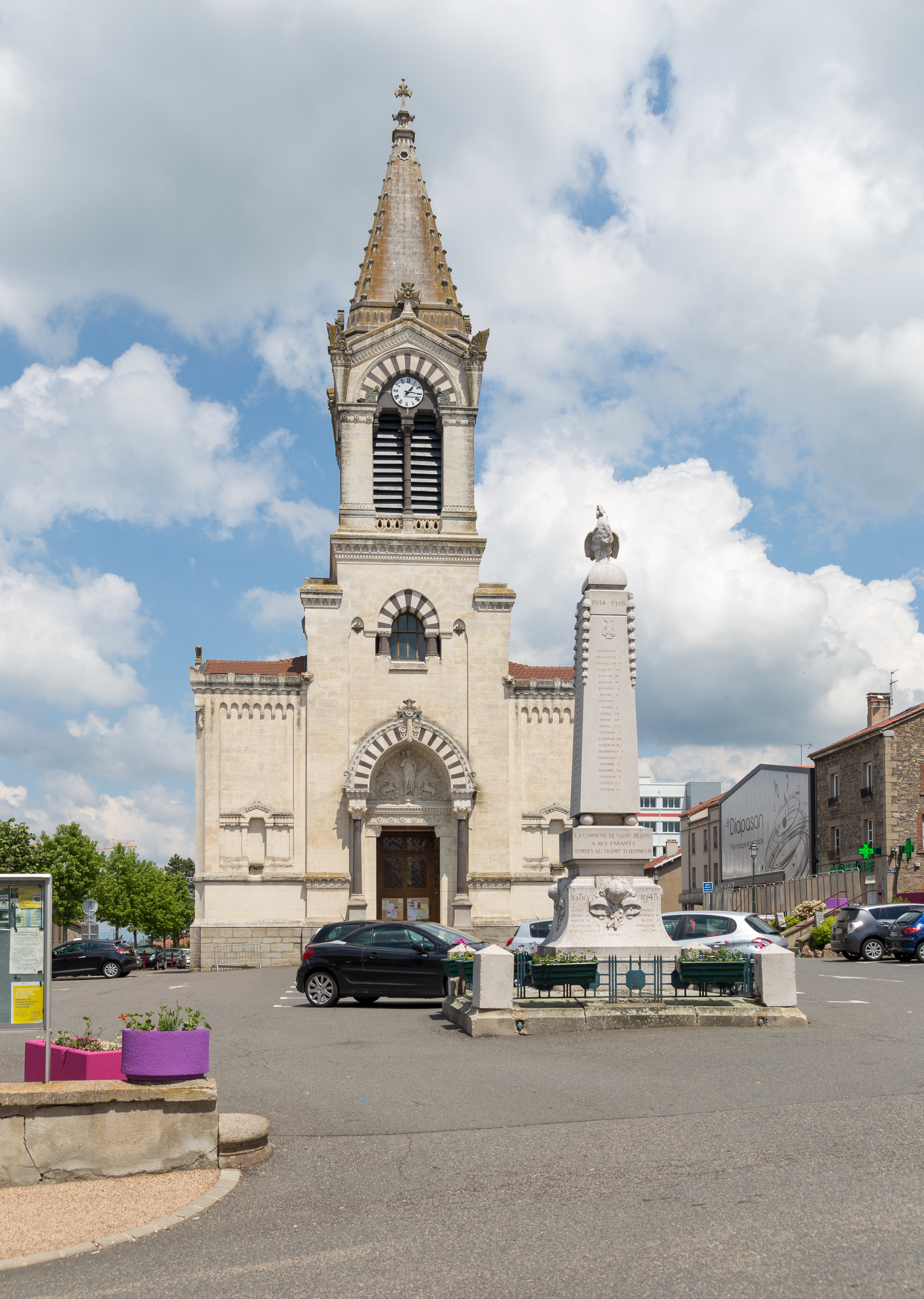
Place de l'Église

- Maison François Ier (Maison Tréméolles de Barges)[19]
- Le château du Malval
- La porte du Croton
- L'Aula Comtale
- Église Saint-Joseph
- La Pierre de la Bauche (872 m) : point culminant de la commune (trois kilomètres du village, sentiers balisés) avec un panorama de 360° sur les Alpes, le Pilat, le Velay, le Forez, le Beaujolais
- La Madone : au-dessus du village, panorama, tables d’orientation et d’information
- Le lavoir
- Le city stade
- Le Diapason
- Terrains de tennis
- Structure d'escalade extérieure
- Barrage, plan d'eau et aire de jeux et pique-nique. Pistes "vertes" de promenade.

|  |  |  |  |
|  |  |  |  |

|  |  |  |  |
|  |  |  |  |

## Politique et administration

### Tendances politiques et résultats
Historiquement, on note un ancrage politique à droite sur l'échiquier politique dans la ville de Saint-Héand.
Lors des élections municipales de 2008, Bernard Philibert est réélu avec 56,32 % des voix face à Jean-Marc Thélisson, obtenant 43,68 % des suffrages. Par ailleurs, l'abstention augmente de 1,8 points par rapport aux élections municipales de 2001.
En 2012, pour l'élection présidentielle, Nicolas Sarkozy arrive largement en tête dans la commune, obtenant 61,9 % des suffrages devant François Hollande (38,1 %). François Rochebloine recueille 60 % des voix à Saint-Héand à l'occasion des élections législatives.
Pour les élections municipales de 2014, la tendance s'inverse et Jean-Marc Thélisson devient maire en obtenant 59,8 % des voix devant Yves Lérissel, successeur de Bernard Philibert (40,2 %).
En ce qui concerne les élections européennes du 25 mai 2014, les résultats à Saint-Héand vont à l'encontre de la tendance nationale avec la victoire du FN puisque c'est le candidat UMP pour la circonscription Sud-Est, Renaud Muselier, qui arrive en tête avec 29,35 % des voix.
En 2020, la liste de  Jean-Marc Thélisson est à nouveau en tête lors du premier tour des élections municipales, le 15 mars 2020. Seul candidat à sa succession, il obtient 752 voix. Le taux de participation est de 30,61%, notamment en raison du confinement lié à la pandémie de COVID-19.

### Liste des maires
| Période                                  | Période   | Identité                        | Étiquette         | Qualité                        |
| ---------------------------------------- | --------- | ------------------------------- | ----------------- | ------------------------------ |
| 1815                                     | 1841      | Jean Moulard                    |                   |                                |
| 1841                                     | 1870      | Nicolas Auguste Ravel de Malval |                   |                                |
| 1870                                     | 1871      | Joseph Buret                    |                   |                                |
| 1871                                     | 1880      | Nicolas Auguste Ravel de Malval |                   |                                |
| 1881                                     | 1896      | Lucien Thiollier                |                   |                                |
| 1896                                     | 1900      | Jean-Baptiste Odin              |                   |                                |
| 1900                                     | 1939      | Louis Thiollier                 |                   | Conseiller général             |
| 1939                                     | 1939      | Emmanuel Thiollier              |                   |                                |
| 1939                                     | 1944      | Jean-Baptiste Ferlay            |                   |                                |
| 1944                                     | 1955      | Joseph Périchon                 |                   |                                |
| 1955                                     | mars 1983 | Claudius Fournier               |                   |                                |
| mars 1983                                | 1991      | Étienne Guillarme               | DVD               |                                |
| 1991                                     | juin 1995 | Roger Gord                      |                   |                                |
| juin 1995                                | mars 2014 | Bernard Philibert               | UDF, DVD puis UDI | Conseiller général (1997-2015) |
| mars 2014                                | mars 2022 | Jean-Marc Thélisson             | DVG               | Retraité ; décédé en mars 2022 |
| mars 2022                                | en cours  | Jean-Claude Crapart             | DVG               |                                |
| Les données manquantes sont à compléter. |           |                                 |                   |                                |

Le 25 mars 2022, le second mandat de Jean-Marc Thélisson est brutalement interrompu à la suite de son décès à l'âge de 69 ans dans un accident domestique sur l'un de ses terrains boisés, alors qu'il pratiquait l'écobuage.

### Jumelages
La ville est jumelée avec la commune d'Ingelfingen en Allemagne 
(confirmation mairie).

## Population et société

### Démographie
L'évolution du nombre d'habitants est connue à travers les recensements de la population effectués dans la commune depuis 1793. Pour les communes de moins de 10 000 habitants, une enquête de recensement portant sur toute la population est réalisée tous les cinq ans, les populations de référence des années intermédiaires étant quant à elles estimées par interpolation ou extrapolation. Pour la commune, le premier recensement exhaustif entrant dans le cadre du nouveau dispositif a été réalisé en 2005.

En 2022, la commune comptait 3 684 habitants, en évolution de +2,53 % par rapport à 2016 (Loire : +1,32 %, France hors Mayotte : +2,11 %).
| 1793  | 1800  | 1806  | 1821  | 1831  | 1836  | 1841  | 1846  | 1851  |
| ----- | ----- | ----- | ----- | ----- | ----- | ----- | ----- | ----- |
| 2 639 | 2 667 | 2 713 | 2 971 | 3 471 | 3 430 | 3 483 | 3 510 | 3 605 |

| 1856  | 1861  | 1866  | 1872  | 1876  | 1881  | 1886  | 1891  | 1896  |
| ----- | ----- | ----- | ----- | ----- | ----- | ----- | ----- | ----- |
| 3 451 | 3 612 | 3 294 | 2 872 | 2 901 | 2 803 | 2 870 | 2 762 | 2 704 |

| 1901  | 1906  | 1911  | 1921  | 1926  | 1931  | 1936  | 1946  | 1954  |
| ----- | ----- | ----- | ----- | ----- | ----- | ----- | ----- | ----- |
| 2 671 | 2 575 | 2 516 | 2 165 | 2 141 | 1 961 | 1 963 | 1 951 | 2 036 |

| 1962  | 1968  | 1975  | 1982  | 1990  | 1999  | 2005  | 2006  | 2010  |
| ----- | ----- | ----- | ----- | ----- | ----- | ----- | ----- | ----- |
| 2 317 | 2 549 | 2 980 | 3 458 | 3 625 | 3 722 | 3 714 | 3 699 | 3 561 |

| 2015  | 2020  | 2022  | - | - | - | - | - | - |
| ----- | ----- | ----- | - | - | - | - | - | - |
| 3 600 | 3 659 | 3 684 | - | - | - | - | - | - |

### Enseignement
La ville compte une école privée et une école publique.
Le collège privé Joseph-Collard se situe dans le quartier de La Ronzière. Constitué de locaux neufs à la suite de son déménagement au début des années 2000, il compte plus de 700 élèves, le bâtiment croît régulièrement et la cantine a été agrandie il y a peu.
Le nom du collège vient d'un Héandais, Joseph Collard, né le 1er septembre 1884 en Haute-Loire et mort le 11 février 1951 à St-Héand. Joseph Collard était le directeur des écoles libres (écoles fondées et entretenues par des particuliers ou des associations) de St-Héand. Une rencontre avec ses descendants a déjà été organisée par le collège.

### Culture
Le cinéma itinérant des Monts du Lyonnais est une association de communes dont fait partie Saint-Héand, Il fonctionne avec des bénèvoles. Il diffuse des films récents dans les communes rurales de l'association.
La MJC (Maison des Jeunes et de la Culture) contait 465 inscrits de 4 à 84 ans en 2019.

### Santé
On dénombre cinq médecins traitants, un ostéopathe, trois infirmières et trois kinésithérapeutes. La commune dispose également d'une pharmacie.

## Économie

### Industrie
- Établissements Angénieux : manufacture d’optique fondée par Pierre Angénieux. A servi en 1969 la NASA, mais aussi plus récemment pour les tournages de films de Woody Allen.

Les optiques de l'entreprise sont utilisées dans le monde entier, du dernier clip de Shy'm en passant par la série 24 heures chrono.
Depuis 2012, un studio de tournages d'une surface de 160m² a été installé, devenant un véritable atout pour la ville et renforçant son poids économique.

### Commerces
La ville compte quelques commerces, dont principalement : deux épiceries, une boucherie, deux boulangeries, un bar-tabac, deux bar-restaurant, trois salons de coiffure, deux instituts de beauté, trois fleuristes, un restaurant, un producteur de légumes frais, un cabinet vétérinaire, une auto-école…
La ville peut aussi compter sur un vaste marché trois jours par semaine, réunissant de nombreux producteurs locaux.

## Transports en commun
La ville est desservie par le réseau STAS par la ligne 110, puis 27 à partir de 2010. Exploitée par la SRT pour le compte de Saint-Étienne Métropole, elle relie Saint-Héand à la Terrasse en vingt minutes. La ligne est accessible à tous, au tarif STAS habituel.
La ligne 27 compte dix-huit allers quotidiens et dix-neuf retours pour une amplitude horaire de 6 h 40 à 19 h 30.
En janvier 2012, la SRT perd l'appel d'offre de nombreuses lignes, dont la 27 reliant Saint-Héand à la Terrasse. À compter du 1er juillet 2012, bien qu'une autre entreprise desserve la ville, celle-ci a promis de conserver le poste des quelque 40 chauffeurs travaillant pour la SRT.

## Sports
- 23 juillet 2005 : À l'occasion de la vingtième étape du Tour de France (contre-la-montre), les cyclistes traversent la ville de Saint-Héand. L'étape est remportée par Lance Armstrong.
- 7 mars 2017 : quatrième étape du Paris-Nice 2018 (contre-la-montre).
- 13 juillet 2019 : À l'occasion de la huitième étape du Tour de France entre Mâcon et Saint-Étienne, les cyclistes traversent la ville de Saint-Héand (Guithardière, Nanta, Le Plain, Le Marthourey)[43].

## Culture locale et patrimoine
- Église Saint-Médard de Saint-Héand.

### Personnalités liées à la commune
- Frédéric Girerd (1801-1859), homme politique et avocat natif de la commune.
- Pierre Angénieux (1907-1998) est né à Saint-Héand.
- André Masson (1921-2011) a travaillé pour Thales Angénieux.
- Laurence Iché (1921-2007), poète qui a passé sa petite enfance dans la commune.
- Salah Beddiaf (1931-), athlète licencié au Saint-Héand Sports.
- Jean Fayolle (1937-), athlète licencié au Saint-Héand Sports.
- Philippe Parain (1961-), ex-PDG de Thales Angénieux.
- Patrick Guillou (1970-), footballeur et consultant Canal+, vit à Saint-Héand[44].
- Ivan Zinberg (1980-), romancier, a vécu à Saint-Héand[45].
- Loïc Perrin (1985-), footballeur, vit à Saint-Héand[46].

### Héraldique
|  | Les armoiries de Saint-Héand se blasonnent ainsi : D’argent au fayard (hêtre) arraché au naturel surmonté d’une étoile soudée d’or (armes à enquerre). |

D’argent, au chevron de sable, chargé de six croissants d’or, trois sur chaque flanc, et accompagné de trois merlettes, aussi de sable.